# Aneurhynchus macrotomus
Aneurhynchus macrotomus is een vliesvleugelig insect uit de familie van de Diapriidae. De wetenschappelijke naam van de soort is voor het eerst geldig gepubliceerd in 1874 door Vollenhoven.